# Jan Galega Brönnimann
Jan Galega Brönnimann (Bafun, Kameroen, 27 juli 1969) is een Zwitserse jazzmuzikant (klarinet, saxofoon) en componist.

## Biografie
Brönnimann toerde in 1994 met drummer Pierre Favre. In hetzelfde jaar werkte hij samen met de zangeres Rhonda Dorsey. Hij werkte als freelancer voor groepen, diskjockeys, dans- en theaterprojekten. In 1998 richtte hij de groep Brink Man Ship op, waarmee hij sinds 1999 meerdere albums maakte. Hij speelt zowel akoestische als elektronische muziek. Hij was actief bij Jazz Phalanx (met Roland Philipp, Hans Feigenwinter, Michel Poffet, David Elias) en toerde met allerlei bands in Europa,  Afrika, Azië en Rusland. In 2005 stond hij met zijn groep Brink Man Ship op het Festival International de Jazz de Montréal. 
Brönnimann heeft onder andere gespeeld met Kenny Werner, Eddie  Floyd, Richie Beirach, Sidsel Endresen, William Bell, Joy Frempong, Peter Schärli, Werner Hasler, Harald Haerter, Andreas Schaerer en Saadet Türköz.
Hij is te horen op albums van Igors Blaskapelle, The Faranas, Eivind Aarset en Bienne City Arkestra.

## Discografie
Brink Man Ship:
- Elephant & Castle, (Universal Music, 2003 (met Emanuel Schnyder, Christoph Staudenmann, René Reimann)
- Willisau (Unit Records, 2009, (met Nils Petter Molvaer, Nya, Emanuel Schnyder, Christoph Staudenmann, René Reimann)
- Instant Replay Unit Records, 2013 (met Emanuel Schnyder, Christoph Staudenmann, René Reimann)

overig
- Aly Keïta, Jan Galega Brönnimann, Lucas Niggli: Kalo-Yele (Intakt Records 2016)
- Jan Galega Brönnimann, Moussa Cissokho, Omri Hason Al Nga Taa (CPL, 2016)